# Receptor mineralocorticoide
O receptor mineralocorticoide, também chamado receptor da aldosterona, é um receptor nuclear da subfamilia 3, grupo C, membro 2 (NR3C2), de grande afinidade para os mineralocorticoides. Pertence à família de receptores de hormonas esteroides nas quais o ligando se difunde até ao interior da célula e interage com o receptor, produzindo uma transdução de sinal que afecta a expressão de genes específicos no núcleo celular. 
O gene do receptor mineralocorticoide NR3C2, está localizado no cromossoma 14 e codifica o receptor que é una proteína de 107 kDa. O receptor mineralocorticoide é expresso em vários tecidos, tais como o rim, cólon, coração, sistema nervoso central (hipocampo), tecido adiposo e glândulas sudoríparas. Nos tecidos epiteliais, a activação do receptor mineralocorticoide ocasiona a expressão de proteínas que regulam o transporte de água e de iões, em especial o canal de sódio epitelial, a bomba de sódio e potássio, etc, o qual aumenta a reabsorção de sódio e água e, como consequência, dá-se o aumento do volume extracelular, aumenta a pressão arterial e é secretado potássio para o exterior do organismo para manter a concentração normal de sais no corpo.